# Klementyna Hoffmanowa
Klementyna Hoffmanowa, családi nevén Tańska (Varsó, 1798. november 23. – Passy, 1845. szeptember 15.) lengyel ifjúsági írónő, Karol Boromeusz Hoffman író felesége.

## Élete
Már első munkájával (Pamiatka po dorej matce, Egy jó anyag emlékezete) a gyerekek és anyák kedvencévé lett. 1824-ben a Rozrywki dla dzieci (Gyermekek szórakozása) gyereklapot alapította és több gyermek-elbeszélést írt, minők: Amelia és Wiajzanie Helenki. 1827-ben a varsói leányiskolák főfelügyelőjévé nevezték ki, 1831-ben követte férjét külföldre és irodalmi munkákkal és az emigránsok gyermekeinek nevelésével foglalkozott. Ebből az időből valók nagyobb ifjúsági elbeszélései, regényei stb., minők pl. Caroline; Christine; Jan Kohanowski; Nowa biblioteczka dla dzieci (Boroszló, 1838); O moralności dla Robiet (Krakkó, 1841); Dziennik Krasinskiej stb. Munkái 9 kötetben jelentek meg összegyűjtve (Berlin, 1848).